# Marcin Baszczyński
Marcin Baszczyński (Ruda Śląska, 7 giugno 1977) è un ex calciatore polacco, difensore.

## Carriera

### Club
Cresciuto calcisticamente nelle file del Pogoń Ruda Śląska, Baszczyński iniziò ad affermarsi dopo il trasferimento al Ruch Chorzów nella stagione 1995/96, con cui giocò per la prima volta nel luglio 1996. Dopo una permanenza di 5 stagioni, nel 2000 è passato al Wisła Cracovia, con cui ha vinto 5 campionati polacchi (2000-01, 2002-03, 2003-04, 2004-05 e 2007-08).

### Nazionale
Ha collezionato 35 presenze nella Nazionale di calcio polacca, segnando una rete nell'amichevole disputata il 7 ottobre 2005 e vinta per 3-2 contro l'Islanda; figura inoltre tra i 23 convocati per il campionato del mondo 2006 in Germania.

## Palmarès

### Club

#### Competizioni nazionali
- Campionato polacco: 6

Wisła Cracovia: 2000-01, 2002-03, 2003-04, 2004-05, 2007-08, 2008-09
- Coppa di Polonia: 3

Ruch Chorzów: 1995-1996
Wisła Cracovia: 2001-2002, 2002-2003
- Coppa di Lega polacca: 1

Wisła Cracovia: 2000-2001
- Supercoppa di Polonia: 1

Wisła Cracovia: 2001